# Steve Bozek
Steven Michael Bozek, dit Steve Bozek  (né le 26 novembre 1960 à Kelowna, dans la province de Colombie-Britannique, au Canada) est un joueur professionnel canadien de hockey sur glace.

## Biographie

### Carrière universitaire
Bozek commence sa carrière avec les Wildcats de Northern Michigan dans la Central Collegiate Hockey Association en 1978-1979. Dès la fin de cette première saison dans le championnat universitaire, il compte 12 buts et autant de passes décisives ; il est mis en avant au sein de son équipe en recevant le trophée du joueur ayant le plus progressé au cours de la saison.
À la fin de la saison 1979-1980, Bozek est sélectionné dans les All-League team et All-Academic Team de la CCHA. Il est également désigné comme meilleur attaquant de son équipe. Après la fin de la saison, il participe au repêchage d'entrée dans la Ligue nationale de hockey de 1980. Il est choisi par les Kings de Los Angeles au cours du cinquième tour, le cinquante-deuxième joueur choisi de la séance.
Il joue une dernière saison avec les Wildcats lors de la saison 1980-1981. Il est finaliste du Trophée Hobey Baker remis annuellement au meilleur joueur de la NCAA. La même année, il reçoit plusieurs honneurs de la NCAA : il est sélectionné dans l'équipe All-America. À la suite de son passage au sein de l'université, le trophée Steve-Bozek est remis chaque année depuis 1982-1983 au joueur de l'équipe avec le meilleur  différentiel plus / moins,. Il est alors le troisième meilleur pointeur de l'histoire de l'équipe.

### Carrière professionnelle
Bozek joue l'intégralité de la saison 1981-1982 dans la LNH avec les Kings. Quatrièmes de la division Smythe, les Kings jouent leur premier tour des séries éliminatoires de la Coupe Stanley contre les Oilers d'Edmonton, premiers de la division avec 48 points d'avance sur les Kings. Au cours du troisième match de la série, les Kings parviennent à combler un retard de 5-0 notamment grâce à Bozek qui inscrit le cinquième but de son équipe alors qu'il ne reste que 5 secondes de jeu dans le temps réglementaire. Finalement, les Kings l'emportent sur le score de 6-5 en prolongation puis éliminent les Oilers lors du match suivant. Malgré ce retour, surnommé Miracle on Manchester, les Kings sont éliminés au tour suivant par les Canucks de Vancouver en cinq rencontres.
Alors qu'à la fin de la saison 1981-1982, Bozek compte cinquante-six points, son total chute à vingt-six filets à l'issue de la saison suivante tandis que les Kings manquent les séries. Le 20 juin 1983, Bozek est échangé aux Flames de Calgary en retour de Carl Mokosak et de Kevin LaVallee. Il passe un peu plus de quatre saisons avec les Flames, les aidant même à atteindre la finale de la Coupe Stanley au cours de la saison 1985-1986.
Le 7 mars 1988, il est échangé aux Blues de Saint-Louis en compagnie de Brett Hull et en retour de Rick Wamsley et de Rob Ramage. Il ne joue que la fin de la saison 1987-1988 avec les Blues puisque le 6 septembre 1986, il est virtuellement de retour avec les Flames puis rejoint les Canucks de Vancouver au cours d'un échange entre les trois équipes. Dans un premier temps, il est échangé aux Flames en compagnie de Mark Hunter, Doug Gilmour et Michael Dark en retour de Craig Coxe, Mike Bullard et Tim Corkery. Puis Bozek rejoint l'équipe de Vancouver en compagnie de Paul Reinhart et en retour du choix du troisième tour des Canucks lors du futur repêchage de 1989.
En 1991, il est amis au Temple de la renommée de son université. Le 9 août 1991, il signe en tant qu'agent libre avec la nouvelle franchise des Sharks de San José pour lesquels il ne jouera qu'une unique saison.

## Statistiques

### Carrière en club
| Saison     | Équipe                        | Ligue      |     | Saison régulière | Saison régulière | Saison régulière | Saison régulière | Saison régulière |    | Séries éliminatoires | Séries éliminatoires | Séries éliminatoires | Séries éliminatoires | Séries éliminatoires |
| Saison     | Équipe                        | Ligue      | PJ  | B                | A                | Pts              | Pun              | PJ               | B  | A                    | Pts                  | Pun                  |                      |                      |
| 1978-1979  | Wildcats de Northern Michigan | CCHA       | 33  | 12               | 12               | 24               | 21               |                  |    |                      |                      |                      |                      |                      |
| 1979-1980  | Wildcats de Northern Michigan | CCHA       | 41  | 42               | 47               | 89               | 32               |                  |    |                      |                      |                      |                      |                      |
| 1980-1981  | Wildcats de Northern Michigan | CCHA       | 44  | 35               | 55               | 90               | 46               |                  |    |                      |                      |                      |                      |                      |
| 1981-1982  | Kings de Los Angeles          | LNH        | 71  | 33               | 23               | 56               | 68               | 10               | 4  | 1                    | 5                    | 6                    |                      |                      |
| 1982-1983  | Kings de Los Angeles          | LNH        | 53  | 13               | 13               | 26               | 14               |                  |    |                      |                      |                      |                      |                      |
| 1983-1984  | Flames de Calgary             | LNH        | 46  | 10               | 10               | 20               | 16               | 10               | 3  | 1                    | 4                    | 15                   |                      |                      |
| 1984-1985  | Flames de Calgary             | LNH        | 54  | 13               | 22               | 35               | 6                | 3                | 1  | 0                    | 1                    | 4                    |                      |                      |
| 1985-1986  | Flames de Calgary             | LNH        | 64  | 21               | 22               | 43               | 24               | 14               | 2  | 6                    | 8                    | 32                   |                      |                      |
| 1986-1987  | Flames de Calgary             | LNH        | 71  | 17               | 18               | 35               | 22               | 4                | 1  | 0                    | 1                    | 2                    |                      |                      |
| 1987-1988  | Flames de Calgary             | LNH        | 26  | 3                | 7                | 10               | 12               |                  |    |                      |                      |                      |                      |                      |
| 1987-1988  | Blues de Saint-Louis          | LNH        | 7   | 0                | 0                | 0                | 2                | 7                | 1  | 1                    | 2                    | 6                    |                      |                      |
| 1988-1989  | Canucks de Vancouver          | LNH        | 71  | 17               | 18               | 35               | 64               | 7                | 0  | 2                    | 2                    | 4                    |                      |                      |
| 1989-1990  | Canucks de Vancouver          | LNH        | 58  | 14               | 9                | 23               | 32               |                  |    |                      |                      |                      |                      |                      |
| 1990-1991  | Canucks de Vancouver          | LNH        | 62  | 15               | 17               | 32               | 22               | 3                | 0  | 0                    | 0                    | 0                    |                      |                      |
| 1991-1992  | Sharks de San José            | LNH        | 58  | 8                | 8                | 16               | 27               |                  |    |                      |                      |                      |                      |                      |
| 1992-1993  | Hockey Club Bolzano           | Série A    | 9   | 4                | 3                | 7                | 8                | 6                | 2  | 2                    | 4                    | 11                   |                      |                      |
| 1992-1993  | Hockey Club Bolzano           | Alpenliga  | 17  | 13               | 11               | 24               | 6                |                  |    |                      |                      |                      |                      |                      |
| 1993-1994  | HDD Olimpija Ljubljana        | Alpenliga  | 1   | 0                | 0                | 0                | 0                |                  |    |                      |                      |                      |                      |                      |
| Totaux LNH | Totaux LNH                    | Totaux LNH | 641 | 164              | 167              | 331              | 309              | 58               | 12 | 11                   | 23                   | 69                   |                      |                      |

### Carrière internationales
| Année | Équipe | Compétition          |   | PJ | B | A | Pts | Pun               |  | Résultat |
| 1991  | Canada | Championnat du monde | 8 | 1  | 1 | 2 | 4   | Médaille d'argent |  |          |